# Cuthbert Eden Heath
Cuthbert Eden Heath O.B.E. (* 1859 in Southampton, Vereinigtes Königreich; † 1939 in Anstie Grange, Vereinigtes Königreich) war ein britischer Versicherungsmanager.
Heath stand dem Versicherungsmarkt Lloyd’s of London in London vor. Auf seine Initiative hin wandelte sich die kriselnde Schiffsversicherungsbörse Ende des 19. Jahrhunderts zu einem Unternehmen, das quasi jedes Risiko versicherte. In der Fachliteratur wird er wegen seiner Verdienste als „legendär“ und „Vater von Lloyd's im 20. Jahrhundert“ bezeichnet.
Zudem leistete er Bedeutendes auf dem Gebiet der Erdbebenversicherung.